# فيث هولاند
فيث هولاند (بالإنجليزية: Faith Holland)‏ هي فنانة أمريكية، ولدت في 10 فبراير 1985 في وادي هدسون في الولايات المتحدة.

## وصلات خارجية
- الموقع الرسمي